# Fugida de cervells
La fugida de cervells és l'emigració d'individus ja formats i de talent (i generalment per a no tornar) a altres nacions més desenvolupades, impulsats principalment per la falta d'oportunitats de desenvolupament, per motius econòmics o per conflictes polítics. De vegades aquest fenomen es dona també entre nacions desenvolupades, a causa de diferències salarials o impositives. De forma anàloga es parla de fugida de capitals per a la desinversió de capital financer en un país. Quan la proporció d'emigrats qualificats supera els 10%, pot causar un empobriment de països en vies de desenvolupament.
La fugida de cervells fa que el país d'origen perdi la inversió en educació superior d'aquesta persona, i de la mateixa forma el capital social del qual formava part l'individu es redueix per la seva partida. L'emigració com solució a l'atur després de la crisi de 2008, que sedueix el govern actual, per altres és vist com la solució pitjor per al país: «Això de la fugida de cervells […] És criminal que el Govern consideri que és una solució. El podíem anomenar un robatori de cervells.» I una conseqüència nefasta d'una manca d'inversió en la recerca i el desenvolupament als centres de recerca i les universitats.